# Cardinia Creek
Cardinia Creek är ett vattendrag i Australien. Det ligger i delstaten Victoria, omkring 57 kilometer sydost om delstatshuvudstaden Melbourne.
Genomsnittlig årsnederbörd är 1 251 millimeter. Den regnigaste månaden är maj, med i genomsnitt 154 mm nederbörd, och den torraste är januari, med 51 mm nederbörd.